# Értelmező szótár
Az értelmező szótár olyan, rendszerint egynyelvű szótár, amely a szókészlet köznyelvi elemeinek, szavainak, szókapcsolatainak, idiómáinak jelentését fejti ki egész mondatokban, a lehető legegyszerűbben. Oktatási céllal kiadnak két- és többnyelvű értelmező szótárakat is, valamint ismertek az egyes szakterületek szókincsét ismertető szakmai értelmező szótárak is.
Az angolszász lexikográfiai gyakorlatban az értelmező szótár (defining vocabulary) összeállítói hangsúlyt helyeznek arra, hogy az egyes szavak, szókapcsolatok jelentését a minden anyanyelvi beszélő számára érthető, egyszerűsített angol alapszókincs elemeivel adják meg. A magyar hagyományban az értelmező szótár általában jelöli a szavak stílusértékét, esetleges rétegnyelvi hovatartozását, s adhat etimológiai felvilágosítást is.
Az értelmező szótár funkcióját legtömörebben az Akadémiai Kiadó gondozásában megjelentetett hétkötetes A magyar nyelv értelmező szótára fogalmazza meg előszavában: „A szócikkek az egyes címszavaknak, valamint a velük alkotható szókapcsolatoknak, közkeletű kifejezéseknek, továbbá a leggyakoribb szólásoknak, szóláshasonlatoknak, szójárásoknak és közmondásoknak a jelentéseit értelmezik, azaz körülírják, nyelvünk más szavaival magyarázzák.”

## Magyar általános értelmező szótárak
- Czuczor Gergely – Fogarasi János: A magyar nyelv szótára. Pest: Emich. 1862–1871.
- Ballagi Mór: A magyar nyelv teljes szótára. Pozsony: Stampfel. 1884.
- A magyar nyelv értelmező szótára. I–VII. Budapest: Akadémiai. 1959–1962. ISBN 963-05-3579-3 MEK
- Magyar értelmező kéziszótár. Szerk. Juhász József, Szőke I., O. Nagy G., Kovalovszky M. Budapest, Akadémiai. 1972. ISBN 963-05-3028-7 (I–II. kötet) ISBN 963-05-3029-5 (I kötet)
- Magyar értelmező kéziszótár. Szerk. Juhász József et al. Budapest: Akadémiai. 2006. ISBN 963-05-8024-1
- Burget Lajos: Szótárház. Népies, régies, történeti szavak tára. Budapest: Print-X. 2004. ISBN 963-86545-0-3
- Tótfalusi István: Idegenszó-tár. Idegen szavak értelmező és etimológiai szótára. Budapest: Tinta Könyvkiadó. 2005. ISBN 963-7094-20-2
- Eőry Vilma (szerk.): Értelmező szótár+ I–II. Értelmezések, példamondatok, szinonimák, ellentétek, szólások, közmondások, etimológiák, nyelvhasználati tanácsok és fogalomköri csoportok. Budapest: Tinta Könyvkiadó. 2007. ISBN 978-963-7094-72-9 és ISBN 978-963-7094-73-6